# Хоги, Чарльз
Чарльз Джеймс Хоги (Чарлз Хо́хи англ. Charles James Haughey, ирл. Cathal Séamas Ó hEochaidh; 16 сентября 1925, Каслбар, Ирландское Свободное государство — 13 июня 2006, Кинсили, Ирландия) — ирландский государственный деятель, премьер-министр в 1979—1981, 1982, 1987—1992 годах.

## Биография
Родился в многодетной (7 детей) семье ирландского офицера, симпатизировавшего ИРА и воевавшего в её рядах в период борьбы за независимость в 1919—1921 годах. Переехав в Дублин, получил бухгалтерское и юридическое образования в Национальном университете и высшей юридической школе «King's Inns». В 1939—1945 годах служил в частях самообороны. 9 мая 1945 года, в день Победы, вместе с несколькими друзьями на центральной площади Дублина сжёг британский флаг в знак протеста против отсутствия ирландского среди флагов стран-победительниц, вывешенных в Тринити-колледже Дублинского университета.
Работал адвокатом.
В 1947—1957 годах — на военной службе в ирландской армии. В 1953—1955 годах — член муниципального совета Дублина.
После нескольких неудач в 1957 году был избран депутатом нижней палаты ирландского парламента.
В 1960—1961 годах — парламентский секретарь министра юстиции,
В 1961—1964 годах — министр юстиции,
В 1964—1966 годах — министр сельского хозяйства и рыболовства. В 1966 году принял решение жёстко пресечь мирную акцию протеста фермеров, применив к ним антитеррористическое законодательство. Это решение вызвало критику у широкой общественности и в условиях подготовки к президентским выборам Хоги был вынужден пойти на уступки.
В 1966—1970 годах — министр финансов. Получил популярность, добившись бесплатного проезда пенсионеров в общественном транспорте и субсидирования выплат за электричество для них, предоставления специальных налоговых льгот для инвалидов и деятелей культуры. Ушёл в отставку вследствие Дублинского оружейного процесса (Arms Сrisis or  Arms Trial) — политического скандала, когда выяснилось, что Хоги и занимавший в тот период должность министра сельского хозяйства Нейл Блени организовали канал незаконных поставок оружия для Ирландской Республиканской Армии в Северной Ирландии. К тому же занявший премьерский пост Джек Линч видел в Хоги конкурента и постарался максимально использовать ситуацию, чтобы избавиться от соперника. Хоги стоило немалых трудов, чтобы, получив малозначительный портфель официального представителя партии по вопросам здравоохранения и социального обеспечения, выдвигать инициативы, заметные для избирателей.
С 1972 года — вице-президент партии Фианна Файл, с 1974 года — её почётный секретарь.
В 1977—1979 годах — министр здравоохранения и социального обеспечения. Провёл антитабачную кампанию и кампанию за легализацию запрещённой до тех пор контрацепции. В результате обострения внутрипартийной борьбы и ряда поражений на местных выборах, приведших к отставке Линча, 7 декабря 1979 года избран лидером парламентской фракции Фианна Файл и 11 декабря назначен президентом республики на пост главы кабинета.
В 1979—1992 годах — лидер Фианна Файл.
В 1979—1981 годах — премьер-министр.
Однако его победа в борьбе за премьерское кресло обернулась необходимостью руководить страной в условиях начавшегося глобального энергетического кризиса. Декларируя необходимость снижения госрасходов, его кабинет, стремясь остаться у власти, стал проводить прямо противоположную политику, что увеличило внешний долг страны. Популистские меры обеспечили Фианна Файл победу на выборах 1981 года с результатом в 45,3 %, однако Фине гэл удалось вместе с лейбористской партией сформировать коалиционное правительство и вытеснить Хоги в оппозицию.
Новые досрочные выборы, проходившие в феврале 1982 года, снова принесли успех партии Фианна Файл (47,3 %), но и на этот раз у правящей партии не было абсолютного большинства. В октябре 1982 года парламент не поддержал экономическую программу второго правительства Хоги, что привело к его отставке и новым выборам. Однако вновь ни одна партия не получила необходимого большинства. Новую коалицию вновь образовали Фине гэл и лейбористская партия, Хоги снова ушёл в оппозицию.
Выступал за объединение с Северной Ирландией.
В 1987—1992 годах — в третий раз премьер-министр Ирландии после очередной победы на выборах Фианна файл (44,2 %) и министр по делам гэльских районов. Возглавив правительство меньшинства, получил поддержку оппозиции в проведении жёсткой экономической политики. Бюджет был серьёзно сокращён, налоговая система переориентирована на поддержку предпринимательства и занятости, выдвинут план создания международного центра финансовых услуг (IFSC) в Дублине. Внеочередные выборы в июне 1989 года принесли Ч. Хоги 44,1 % и необходимость отказа от одной из ценностей Фианна файл — не-участия в партийных блоках: было сформировано коалиционное правительство с участием Прогрессивно-демократической партии.
Президентские выборы в 1990 году обернулись неожиданным провалом считавшегося фаворитом кандидата от Фианна Файл Брайена Ленихана (достоянием общественности стала скандальная информация о его звонках в 1982 году однопартийцу-президенту Патрику Хиллери с просьбой не распускать парламент). В следующем году о своих премьерских амбициях объявил министр финансов Альберт Рейнольдс (Хоги освободил его и его сторонников со всех постов в правительстве). Затем бывший министр юстиции Шон Дохэрти, до этого почти десять лет выгораживавший Хоги из скандала с прослушкой телефонов начала 1980-х годов изменил свою позицию и объявил, что такие указания ему на самом деле давались. Последовал и скандал с партнёрами по правительственной коалиции, выступившими против назначения Джима МакДэйда министром обороны. Эти скандалы вызвали протесты партнёров по правящей коалиции. 10 января 1992 года Хоги подал в отставку с поста лидера партии, а 11 февраля с поста — премьер-министра.
После отставки в СМИ были обнародованы данные о его роскошной жизни в бытность премьером: принадлежащих ему скаковых лошадях, роскошных яхтах, частном острове, особняке, счетах в дорогих ресторанах в то время, когда премьер призывал в условиях кризиса потуже «затянуть пояса». Были опубликованы свидетельства о полученных им от бизнесменов подарках и денежных выплатах. В погашение неуплаченных ранее налогов им было выплачено € 6,5 млн. В августе 2003 года Хоги был вынужден продать своё большое имение Эббевилль в Кинсили на севере графства Дублин за € 45 млн для урегулирования судебных издержек и выплаты штрафов, но продолжал там жить, имея также в собственности остров Инниш-Вик-Иллан (Inishvickillane) невдалеке от побережья графства Керри. Всплыла также информация о его 27-летней внебрачной связи с Терри Кин, известной журналисткой и бывшей женой судьи Верховного суда Ронана Кина.
Автор книги «Душа нации» (1986). Увлекался музыкой и парусным спортом.
Умер от рака простаты.

## Семья
Жена, Морин Хоги (1925 г.р.), урождённая Лемасс, старшая дочь Шона Лемасса, премьер-министра Ирландии в 1959—1966.

Сын, Шон Хоги (1961 г.р.), видный политик, депутат парламента с 1992 по тому же округу, что и отец, в 1989—1990 — мэр Дублина, в 2006—2011 — государственный министр по вопросам образования и науки.

Летом 2005 по ирландскому телевидению был показан 4-серийный киносериал «Хоги» (en:Haughey).